# Jorge de Hesse-Darmstadt
Jorge de Hesse-Darmstadt (em alemão: Georg von Hessen-Darmstadt ; 25 de abril de 1669 - 13 de setembro de 1705) foi um marechal-de-campo no exército austríaco. É conhecido pela sua carreira na Espanha (controlada pelos Habsburgo) como vice-rei da Catalunha (1698-1701), chefe do exército austríaco na Guerra de Sucessão Espanhola (1701-1705) e governador de Gibraltar em 1704. 

## Família
Jorge era o segundo filho do segundo casamento do conde Luís VI de Hesse-Darmstadt com a duquesa Isabel Doroteia de Saxe-Gota-Altemburgo. Os seus avós paternos eram o conde Jorge II de Hesse-Darmstadt e a princesa Sofia Leonor da Saxónia. Os seus avós maternos eram o duque Ernesto I de Saxe-Gota e a duquesa Isabel Sofia de Saxe-Altemburgo.

## Primeiros anos
Após a morte prematura do seu pai, Jorge foi criado pela sua mãe, a duquesa Isabel Doroteia de Saxe-Gota-Altemburgo. Em 1686 realizou a sua viagem de estudo pela França e Suíça.
Sendo o filho mais novo, tinha baixa probabilidade de vir a herdar Hesse-Darmstadt; por isso, seguiu a carreira militar.

## Carreira militar
A primeira batalha de Jorge foi contra os turcos, onde esteve sob as ordens do príncipe Eugénio de Saboia na Batalha de Mohács. Depois juntou-se a Guilherme III de Inglaterra na campanha irlandesa. Após o seu regresso decidiu converter-se ao catolicismo e tornou-se general-major do exército austríaco em 1692, aos  vinte e três anos de idade.
Depois lutou contra os franceses na Guerra dos Nove Anos. Em 1695, o imperador da Áustria enviou-o à Espanha para comandar uma unidade de dois mil soldados alemães a fim de ajudar a defender a Catalunha contra as forças terrestres e navais francesas.
Em 1697 defendeu Barcelona que estava a ser atacada por Vendôme por terra e pelo almirante D'Estrées por mar. A cidade acabou por se render, ao fim de cinquenta e dois dias, por ordem de Madri, mas contra a vontade de Jorge.

## Últimos anos
Depois da guerra, foi honrado em Espanha com a Ordem do Tosão de Ouro, em 1697. Depois da retirada dos franceses, tornou-se vice-rei da Catalunha, sendo registado nos cadernos oficiais espanhóis como Jorge de Darmstadt. Aprendeu a falar um pouco de catalão e deu início a algumas reformas que o tornaram muito popular na região. Em 1699 foi nomeado general da cavalaria.
No entanto, em 1700, o rei Carlos II morre, sendo sucedido pelo francês Filipe V. O príncipe Jorge acabaria por ser substituído em 1701 por um vice-rei pró-Bourbon, Luís António Tomás Fernández de Portocarrero, e regressou à Áustria. Lá, o imperador Leopoldo ordenou-lhe que negociasse uma aliança com a Inglaterra e Portugal para apoiar os direitos ao trono de Espanha do seu filho, o arquiduque Carlos.
Depois do rebentar da Guerra de Sucessão Espanhola foi nomeado comandante das tropas austríacas que apoiavam a causa do arquiduque Carlos em Espanha. Em 1704, sob o seu comando, mil e oitocentos marinheiros holandeses e ingleses chegaram a Gibraltar, conquistaram a fortaleza e defenderam-na com sucesso contra um ataque espanhol e francês. Findo o ataque, em 1705, Jorge deixou Gibraltar e comandou o exército que tinha como objectivo conquistar Barcelona, acabando por ser morto a 13 de setembro durante o ataque à cidadela de Montjuïc.
O seu corpo foi embalsamado e enterrado na Església dels Josepets de Gràcia. Em 1711, seu coração foi enviado para Darmstadt, onde permanece na Stadtkirche. É conhecido entre os catalães como Príncep Jordi, e existe uma rua em Barcelona com o seu nome: Carrer del Príncep Jordi.